# Tholeropsis uncinata
Tholeropsis uncinata là một loài bướm đêm trong họ Noctuidae.